# Закони Кассіні

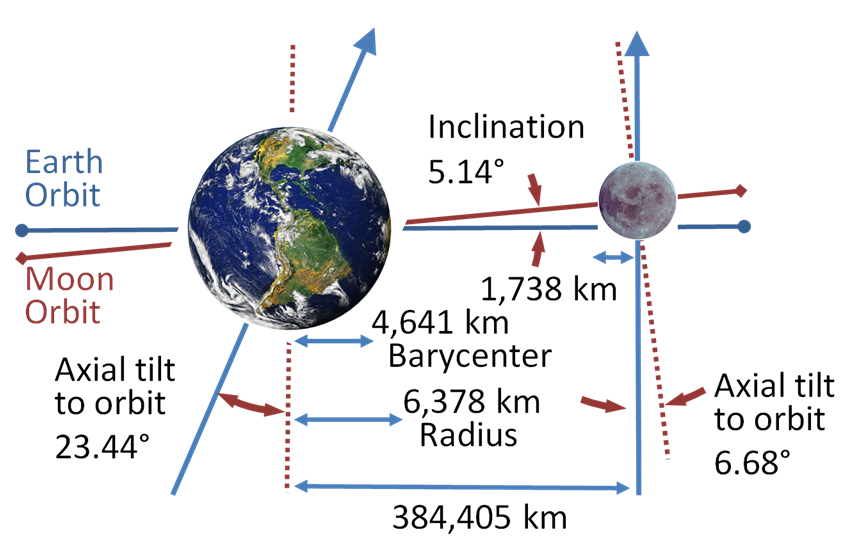
Нахил орбіти та обертання. Коли Місяць перебуває на 5,14° північніше екліптики, його північний полюс нахилений на 6,68° відносно Землі. Орієнтація площини, що містить вектори, нормальні до орбіт і вісі обертання Місяця, обертається на 360° з періодом прибл. 18,6 року, тоді як вісь Землі прецесує з періодом близько 26 000 років, тому вирівнювання осей (велике) відбувається лише раз на 18,6 року.

Закони Кассіні в стислій формі описують рух Місяця. Їх відкрив у 1693 році Джованні Доменіко Кассіні — видатний вчений свого часу. Закони було уточнено з метою врахувати фізичні лібрації; їх було узагальнено й поширено на рух планет та інших супутників.

## Закони Кассіні
Закони Кассіні — це три емпіричні закони, які описують параметри обертання Місяця:
1. Місяць перебуває в спін-орбітальному резонансі 1:1 із Землею. Це означає, що співвідношення швидкостей обертання Місяця навколо власної осі й навколо Землі таке, що він завжди повернутий до Землі тією самою стороною.
2. Кут між віссю обертання Місяця і площиною екліптики постійний. Вісь, навколо якої обертається Місяць, прецесує, окреслюючи конус, перетин якого з площиною екліптики є колом.
3. Полюси місячного екватора, екліптики та площини місячної орбіти лежать на одному великому колі, причому саме в такому порядку. Інакше кажучи, площина, утворена нормаллю до площини екліптики та нормаллю до площини орбіти Місяця, містить вісь обертання Місяця.

Вісь обертання Місяця завжди відхилена на 1,5° відносно північного полюса екліптики. Нормаль до площини орбіти Місяця та осі його обертання завжди перебувають по протилежні сторони нормалі до екліптики.
Отже, як нормаль до площини орбіти, так і вісь обертання Місяця прецесують навколо полюса екліптики з однаковим періодом. Цей період становить прибл. 18,6 року, а рух є ретроградним.

## Стан Кассіні
Про систему, у якій виконуються ці закони, кажуть, що вона перебуває в стані Кассіні — тобто в стані еволюційного обертання, коли вісь обертання, нормаль до орбіти та нормаль до площини Лапласа є компланарними, а нахил осі обертання залишається постійним. Площина Лапласа визначається як площина, відносно якої орбіта планети або супутника прецесує з постійним нахилом. Нормаль до площини Лапласа для супутника перебуває між віссю обертання планети та нормаллю до орбіти планети, будучи ближчою до останньої, якщо місяць далеко від планети. Якщо в стані Кассіні перебуває сама планета, площина Лапласа є незмінною площиною зоряної системи.
Стан Кассіні 1 визначається як ситуація, коли і вісь обертання, і нормаль до вісі орбіти розташовані по один бік від нормалі до площини Лапласа. Стан Кассіні 2 визначається як ситуація, коли вісь обертання і нормаль до вісі орбіти розташовані по різні боки від нормалі до площини Лапласа. Місяць як супутник Землі перебуває в стані Кассіні 2.
У загальному випадку вісь обертання рухається в напрямку, перпендикулярному і до самої себе, і до нормалі орбіти. Цей рух є наслідком приливної сили, утворюваної об'єктом, що обертається (планетою або зорею) та інших об'єктів у системі. Якщо йдеться про Місяць, його вісь обертання рухається здебільшого під впливом Землі, тоді як менший припливний вплив Сонця працює різноспрямовано: у тому ж напрямку за повні та в протилежному напрямку за молодика, і тому він є незначним.
Якщо вісь обертання збігається з нормаллю орбіти, швидкість її повороту стає нульовою. Якщо нормаль орбіти прецесує, утворюючи правильне коло з певним періодом (через припливний вплив інших об'єктів — наприклад, Сонця у випадку Місяця), то можна характеризувати рішення диференційного рівняння для руху осі обертання. Виявляється, що вісь обертання прокреслює на одиничній сфері петлі, яка обертається зі швидкістю орбітальної прецесії (таким чином, що нормаль орбіти та нормаль до площини Лапласа є нерухомими точками на сфері). За певних значень параметрів на сфері є три області, у кожній із яких відбувається обертання навколо точки всередині області, де вісь обертання не рухається (в цій обертальній системі відліку). Це стани Кассіні 1 і 2, а також стан Кассіні 3, за якого обертання є ретроградним (це не стосується супутника, подібного до Місяця, захопленого в припливно-орбітальний резонанс). Три області відокремлені сепаратрисою, яка перетинає сама себе, а точка самоперетину є нестабільним станом Кассіні 4. (За інших значень параметрів існують лише стани 2 та 3, а сепаратриси немає.)
Якщо об'єкт вигинається і розсіює кінетичну енергію, то ці рішення не є точними, і система повільно розвиватиметься та наближатиметься до стабільного стану Кассіні. Саме це сталося з Місяцем. Він досяг стану з постійним нахилом 6,7°, за якого прецесія осі обертання триває ті самі 18,6 року, які й прецесія нормалі орбіти, і тому він перебуває в стані Кассіні.